# Migé Amour
Mikko Henrik Julius Paananen (19 de diciembre de 1974), más conocido como Migé, es el  bajista de la extinta banda finlandesa de rock gótico HIM.

## Biografía
Paananen nació en Helsinki, Finlandia, el 19 de diciembre de 1974. Vivió en Oulunkylä hasta la edad de 13 años, cuando sus padres se divorciaron y su padre se trasladó a otro lugar. La familia entonces se trasladó a Tuusula, a unos 30 km al norte de Helsinki.
Paananen creció en una familia artística. Cuando estaba con su padre, se encontraba siempre en lugares rodeado de diferentes instrumentos. Para Paananen los instrumentos eran como juguetes y pasaba mucho tiempo con ellos. Paananen cree que la razón de dedicarse a la música es la influencia que ejerció su familia sobre él. Su padre escuchaba música clásica y su madre escuchaba "Fucking Operettas".
Conoció a Ville Valo en la escuela y, a pesar de ser mayor, se hicieron rápidamente amigos debido a que ambos tocaban el bajo
El componente más simpático y carismático de la banda .

## Nombres
- Migé (Migé Amour)
- Bad Bad Mizee (solo visto en un episodio de Viva La Bam)
- Michael Eros (su nombre en Daniel Lioneye)
- Sad Sad Mizee (solo visto en un episodio de Radio Bam)